# Osvaldo Fattori
Osvaldo Fattori (* 22. Juni 1922 in Verona; † 27. Dezember 2017) war ein italienischer Fußballspieler und späterer -trainer. Als Aktiver stand er unter anderem bei ACIVI Vicenza und Ambrosiana-Inter unter Vertrag und nahm weiterhin mit der Nationalmannschaft seines Heimatlandes an der Fußball-Weltmeisterschaft 1950 in Brasilien teil.

## Karriere

### Vereinskarriere
Osvaldo Fattori, geboren 1922 im norditalienischen Verona, begann mit dem Fußballspielen beim dort angesiedelten Verein AC Audace, heutzutage längst aufgelöst. Bei Audace durchlief der Mittelfeldspieler die Jugendabteilungen, ehe er 1941 im Alter von neunzehn Jahren von ACIVI Vicenza unter Vertrag genommen wurde. Gleich in seiner ersten Saison in Vicenza stieg Fattori mit seiner Mannschaft als Zweiter der Serie B 1941/42, einzig hinter dem AS Bari, in die Serie A auf, was den erstmaligen Sprung des Vereins in die höchste italienische Spielklasse bedeuten sollte. Mit Platz zwölf konnte man sich als Aufsteiger dann in der Serie A 1942/43 auch behaupten. Danach lag der Spielbetrieb aufgrund des Zweiten Weltkrieges zwei Jahre lang flach, erst 1945 fanden wieder reguläre Meisterschaften statt. Osvaldo Fattori trug auch nach dem Krieg noch das Trikot von ACIVI Vicenza, er blieb noch bis ins Jahr 1946 bei dem Verein. Im Sommer 1946 schloss sich Fattori für ein Jahr dem nur wenige Tage zuvor gegründeten Klub Sampdoria Genua an, der sogleich in der Serie A startete und in seiner Premierensaison mit Fattori im Mittelfeld einen durchaus respektablen elften Tabellenrang belegte. Osvaldo Fattori brachte es für Samp auf 35 Ligaeinsätze, ehe er erneut den Arbeitgeber wechselte.
1947 wechselte Osvaldo Fattori für insgesamt sieben Jahre zu Ambrosiana-Inter und verlebte dort die erfolgreichste Zeit seiner fußballerischen Laufbahn. Den ersten großen Erfolg im Trikot von Ambrosiana-Inter landete Fattori in der Saison 1952/53, als man in der Serie A den ersten Platz mit zwei Zählern Vorsprung auf Titelverteidiger Juventus Turin belegte. In der Meistersaison brachte es Osvaldo Fattori jedoch nur auf dreizehn Einsätze in der Mannschaft von Coach Alfredo Foni. Als Titelverteidiger in die Spielzeit gestartet, konnte Ambrosiana-Inter in der Serie A 1953/54 den Titel verteidigen. Diesmal rangierte man nach Ablauf aller Spieltage noch knapper vor Verfolger Juventus Turin, diesmal nur mit einem Zähler. Fattori selbst hatte dieses Mal auch einen etwas größeren Anteil an der Meisterschaft, immerhin zwanzig Einsätze konnte er über die Saison hinweg verbuchen. Dennoch verließ Osvaldo Fattori Ambrosiana-Inter nach Ende der Saison 1953/54. Zuvor hatte er in sieben Jahren 178 Ligaspiele mit sieben Torerfolgen für die Mailänder gemacht.
Seine letzte Karrierestation führte Osvaldo Fattori in der Folge von 1954 bis 1959 zum AC Brescia. Alle fünf Jahre dort verbrachte Fattori in der zweitklassigen Serie B. Er kam dabei auf 87 Ligaspiele mit sieben Treffern. Im Sommer 1959 beendete Osvaldo Fattori seine fußballerische Laufbahn schließlich im Alter von 37 Jahren. Bereits zuvor war Fattori von 1955 an bis ins Frühjahr 1959 parallel zu seiner Spieltätigkeit auch als Trainer für den AC Brescia aktiv gewesen. Auch später coachte Fattori noch weitere Mannschaften, so von 1959 bis 1961 Marzotto Valdagno, von 1961 bis 1962 Sambenedettese Calcio sowie von 1968 bis 1970 den AS Solbiatese.

### Nationalmannschaft
In den Jahren 1949 und 1950 brachte es Osvaldo Fattori auf insgesamt vier Länderspiele in der italienischen Fußballnationalmannschaft. Von Nationalcoach Ferruccio Novo wurde er ins Aufgebot der Südeuropäer für die Fußball-Weltmeisterschaft 1950 in Brasilien berufen. Bei dem Turnier kam Fattori einmal zum Einsatz, und zwar im zweiten Gruppenspiel der italienischen Mannschaft gegen Paraguay, das Italien durch Tore von Riccardo Carapellese und Egisto Pandolfini mit 2:0 für sich entscheiden konnte. Da jedoch zuvor das erste Spiel gegen Schweden verloren ging, schied die italienische Auswahl bei dieser Weltmeisterschaft schon nach der Vorrunde als Gruppenzweiter aus.

## Erfolge
- Italienische Meisterschaft: 2×

1952/53 und 1953/54 mit Ambrosiana-Inter